# 圣洛朗拉瓦莱
圣洛朗拉瓦莱（法語：Saint-Laurent-la-Vallée，法語發音：[sɛ̃ loʁɑ̃ la vale]）是法国多尔多涅省的一个市镇，位于该省东南部，属于萨拉拉卡内达区。

## 地理
圣洛朗拉瓦莱（44°44'56"N, 1°6'34"E）面积15.07 平方千米，位于法国新阿基坦大区多爾多涅省，该省份为法国西南部内陆省份，是法國本土面积第三大的省，大致对应佩里戈尔地区，北起顺时针与夏朗德省、上维埃纳省、科雷兹省、洛特省、洛特-加龙省、吉倫特省和滨海夏朗德省接壤。
与圣洛朗拉瓦莱接壤的市镇（或旧市镇、城区）包括：卡斯泰尔诺-拉沙佩勒、圣西布拉内、达格朗、圣庞蓬、杜瓦萨、格里沃。

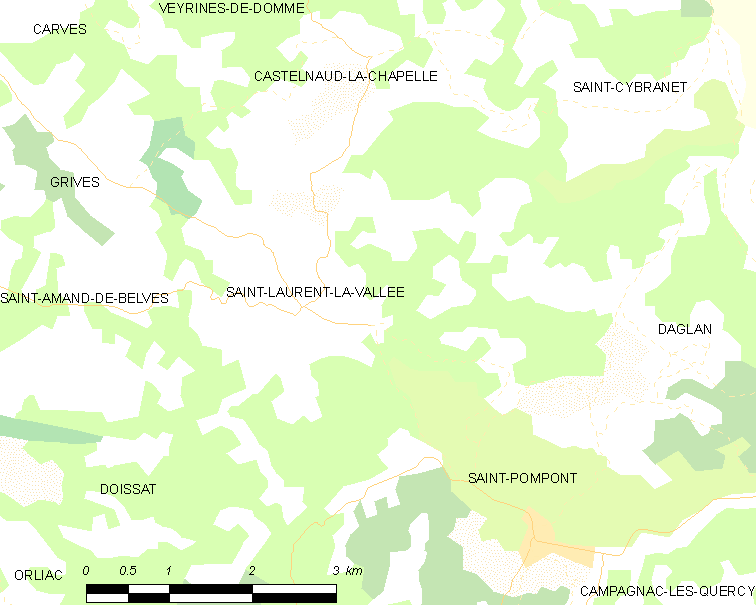
圣洛朗拉瓦莱的OSM定位图

圣洛朗拉瓦莱的时区为UTC+01:00、UTC+02:00（夏令时）。

## 行政
圣洛朗拉瓦莱的邮政编码为24170，INSEE市镇编码为24438。

## 政治
圣洛朗拉瓦莱所属的省级选区为多尔多涅河谷县。

## 人口

1962-2008年间圣洛朗拉瓦莱人口变化图示

圣洛朗拉瓦莱于2022年1月1日时的人口数量为235人。